# Crossorhombus azureus
Crossorhombus azureus es una especie de pez de la familia Bothidae en el orden de los Pleuronectiformes.

## Hábitat
Es un pez de mar.

## Morfología
• Pueden llegar alcanzar los 18 cm de longitud total.

## Distribución geográfica
Se encuentra en las  costas de la Bahía de Bengala, noroeste de Australia, Mar de la China Meridional,  China, Taiwán, Japón, Vietnam e Indonesia.